# Hanys
Hanys – określenie rdzennego mieszkańca dawnej niemieckiej części Górnego Śląska. Hanys to autochton, natomiast nie określa się tak osób spoza Czarnego Śląska, które na Górnym Śląsku mieszkają i przyjęły śląską kulturę. Terminem tym określają Górnoślązaków również Ślązacy ze Śląska Cieszyńskiego.

## Charakterystyka
Słowo hanys pochodzi od niemieckiego imienia Hans jako odpowiednika polskiego imienia Jan. Słowo to miało sugerować niemieckie pochodzenie Ślązaków. W Niemczech natomiast powstał termin Wasserpolaken, określenie pejoratywne mieszkańców Górnego Śląska. W założeniu słowo hanys miało być obraźliwym określeniem, jednak zostało przyswojone przez mieszkańców Górnego Śląska.
Bliskimi znaczeniowo słowami do hanysa, są miejscowy i tutejszy, w znaczeniu stąd (a nie ‘zza rzeki’, czyli z Zagłębia Dąbrowskiego i reszty Polski – po śląsku z Altrajchu, w dosłownym znaczeniu: ‘stara rzesza’). Ślązacy z Czarnego Śląska stosują określenie gorol, nazywając tak mieszkańców sąsiadującego Zagłębia Dąbrowskiego i pozostałych części Polski oraz Polaków mieszkających na Górnym Śląsku. W województwie opolskim członek takiej grupy napływowej często zwany jest chadziaj lub hadziaj, który to termin jest pokrewny do poznańskiego chaziaja, oba z rosyjskiego хозяин (chazjain).